# Préfecture de Ben
La préfecture de Ben (en persan : شهرستان بن Šahrestân-e Ben) est l'une des dix préfectures (šahrestân) de la province de Tchaharmahal et Bakhtiari (Iran). La préfecture de Ben comptait 27 731 habitants lors du recensement de 2006.

## Géographie
La préfecture de Ben est située au nord de la province de Tchaharmahal et Bakhtiari. Elle est divisée en deux districts (bakhsh) : le district central et le district de Shida. Son chef-lieu est la ville de Ben et compte deux autres villes : Yan-Tcheshmeh et Vardandjan.